# Пярнуське шосе
Пя́рнуське шосе́, також Пя́рну ма́антее (ест. Pärnu maantee) — вулиця в Таллінні, Естонія.

## Географія

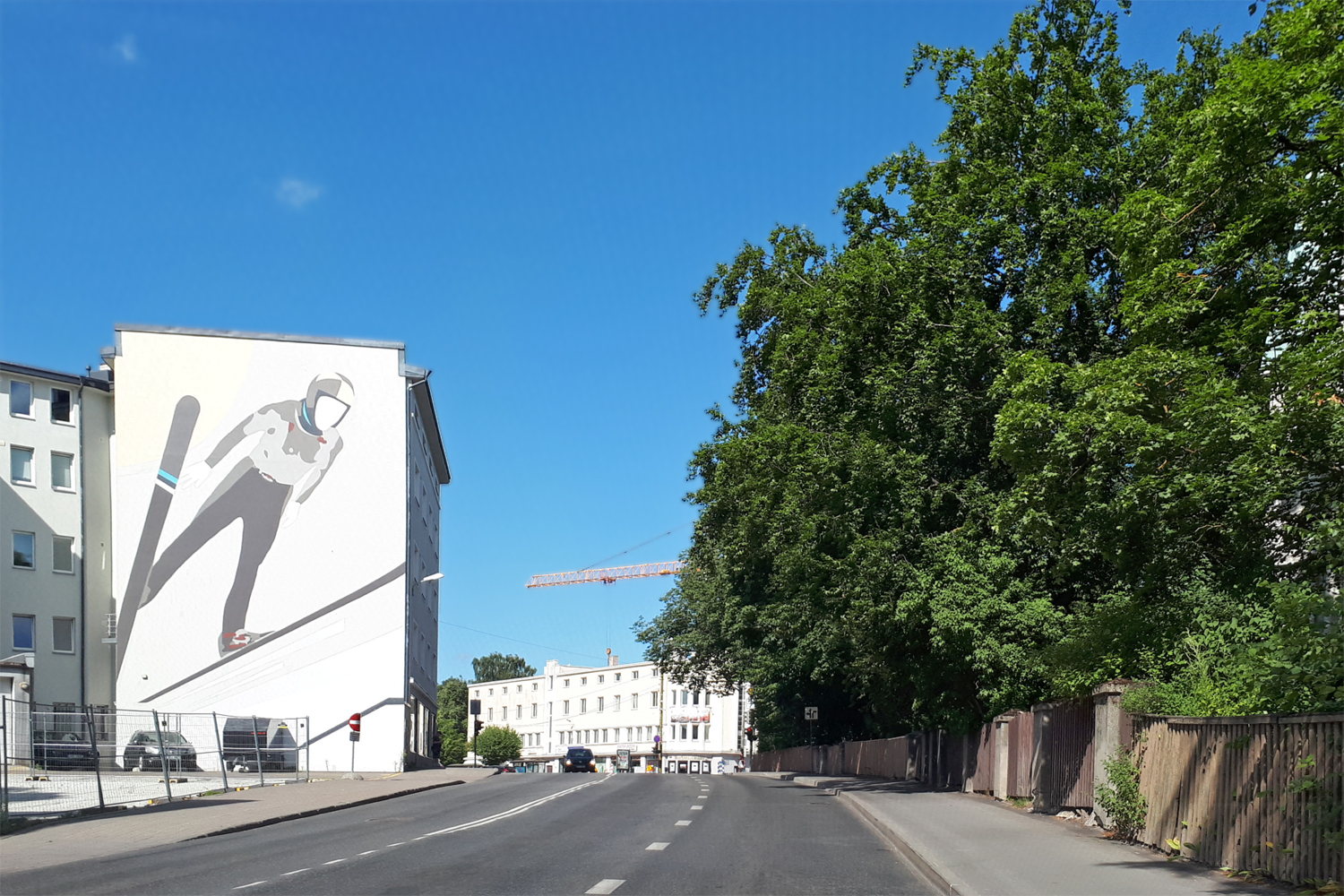
Пярнуське шосе в мікрорайоні Нимме

Починається біля площі Віру. Перша за довжиною вулиця міста — 14,078 км. Має найбільшу нумерацію будинків.
Частина автомагістралі E67 (Via Baltica).

## Історія
Проходить стародавньою дорогою з Таллінна до Пярну.
Від середини 1930-х років забудовувалося за спеціально розробленими містобудівними планами, тут побудовано перші естонські «хмарочоси»(1934).
Під час німецької окупації (1941—1944) вулиця називалася німецькою — Pernausche Straße.
Після закінчення Німецько-радянської війни в старій частині шосе зведено нові будівлі — кінотеатр «Космос» (1964), житловий будинок колгоспу імені Кірова (1977), Будинок друку (1972), а також кілька п'ятиповерхових житлових будинків.
На ділянці шосе за віадуком через залізницю знесено більшу частину дерев'яної житлової забудови, її змінили багатоквартирні 4-5-поверхові будинки, а далі до межі міста — нові корпуси низки промислових підприємств: Електротехнічного заводу ім. Пегельмана, фабрики «Калев», Експериментальної лижної фабрики «Динамо», Талліннського комбінату молочних продуктів, ВО «Силікат», підприємства Кооператор тощо.
2014 року завершено реконструкцію шосе між площею Вабадузе та вулицею Тонді.

## Забудова та пам'ятки
- Будинок 2 — Вежа Хінке, частина пам'ятки архітектури (XIII—XVIII ст.);
- будинок 5 — Естонський драматичний театр, пам'ятка архітектури (1910)[8];
- будинок 6 — житловий будинок із комерційними приміщеннями, пам'ятка культури (1933)[9];
- будинок 10 — житловий будинок із комерційними приміщеннями, пам'ятка культури (1912). Від 1953 року в ньому розташовується Міністерство культури Естонії[10];
- будинок 12 — посольство Греції;
- будинок 45 — кінотеатр «Космос», пам'ятка архітектури (1962)[11];
- будинок 59 — будівля, зведена 2022 року, в якій розмістилася Талліннська школа музики та балету, що об'єднала в собі три школи: Талліннську Музичну середню школу, Талліннську Балетну школу та Талліннську музичну школу імені Георга Отса[12];
- будинок 67 — Таллінський палац одружень, пам'ятка архітектури (1910 рік)[13];
- будинок 67А — Будинок друку[14];
- будинок 69 — будівля Фанерно-меблевої фабрики А. М. Лютера[ru], пам'ятка архітектури (1919)[15];
- будинок 326 — офісно-житловий будинок і кінотеатр «Kahrode», пам'ятка архітектури (1933)[16].

Пярнуське шосе
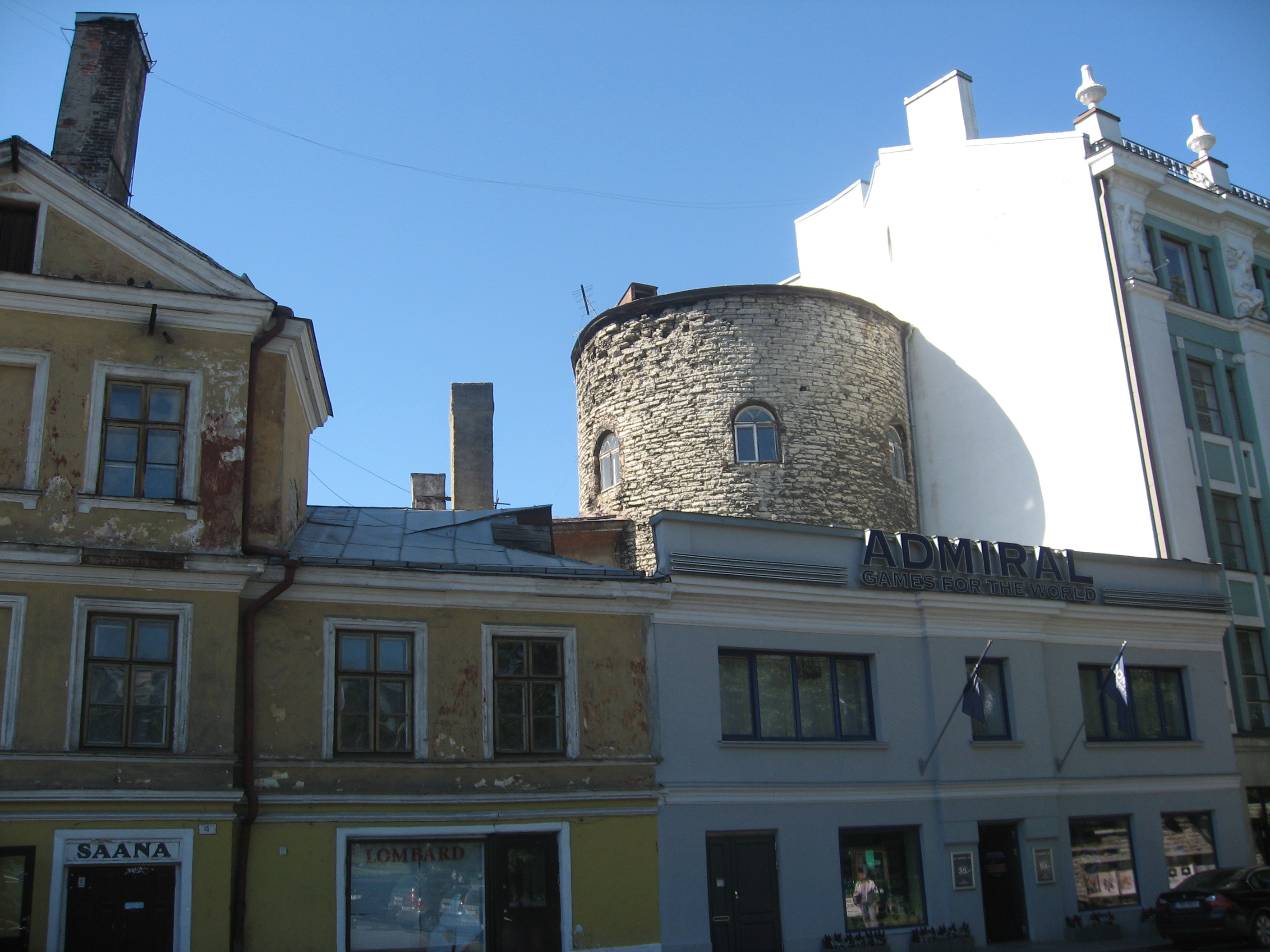
Будинок 2
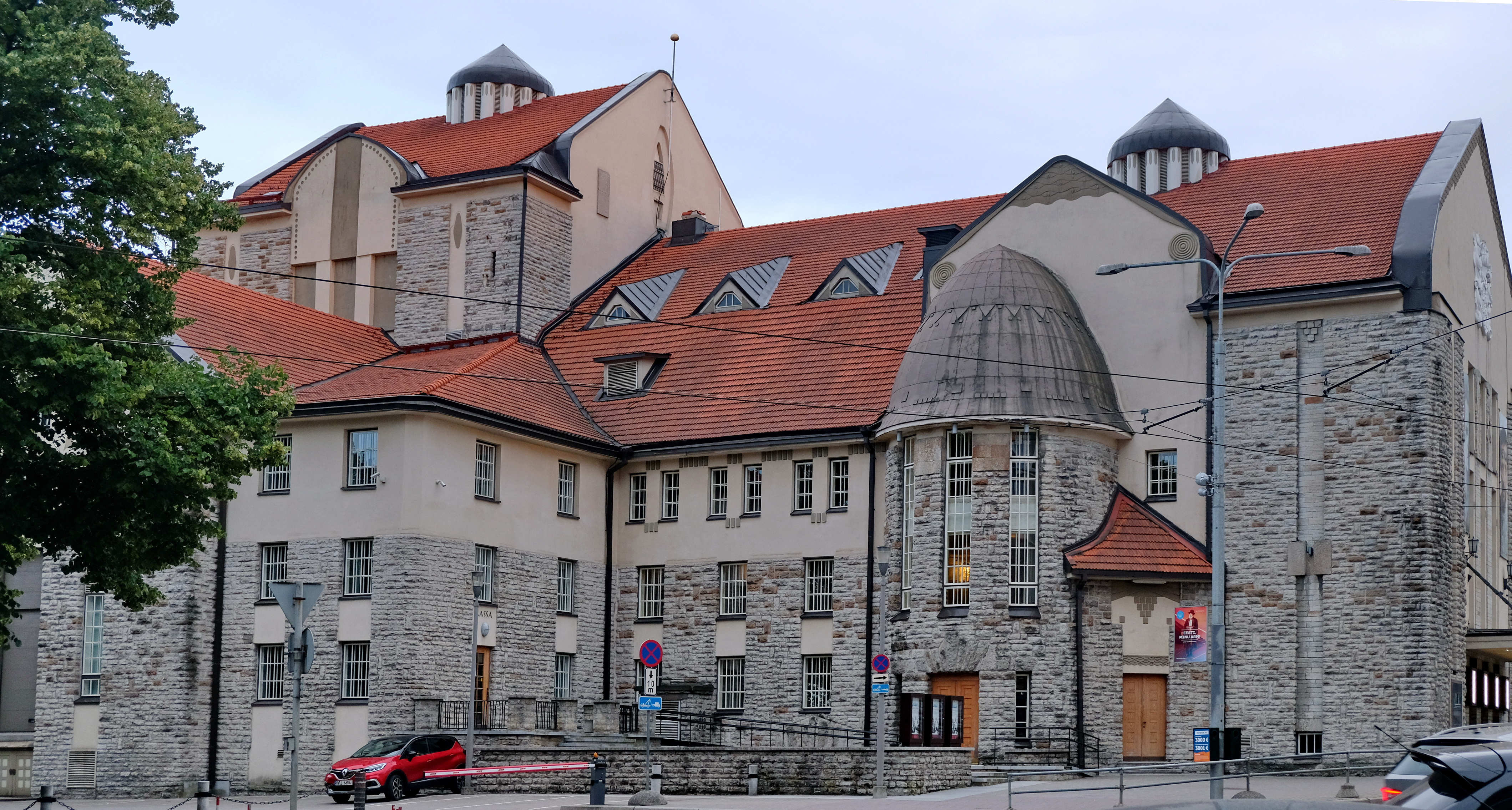
Будинок 5
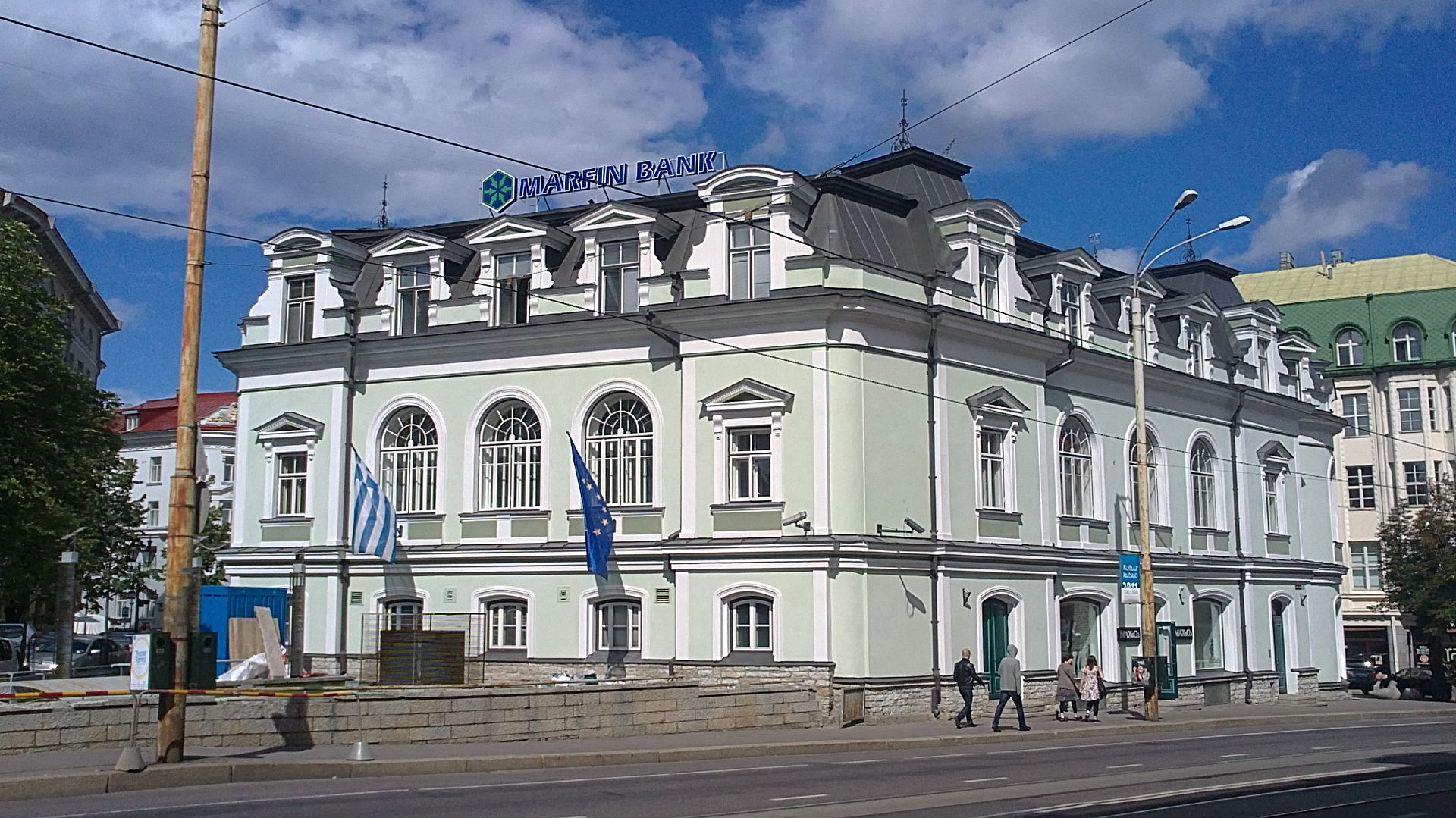
Будинок 12, торгово-офісний будинок
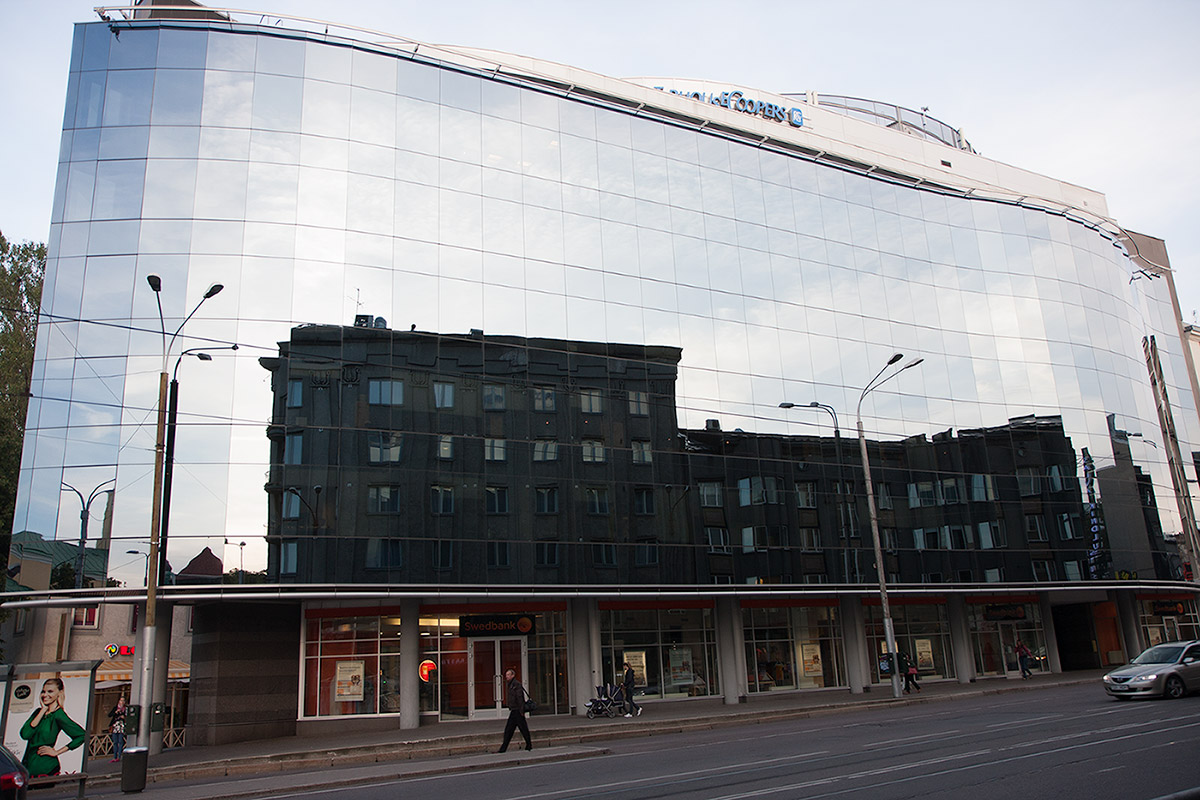
Будинок 15, бізнес-будівля Kawe Plaza
Будинок 45, кінотеатр «Космос»
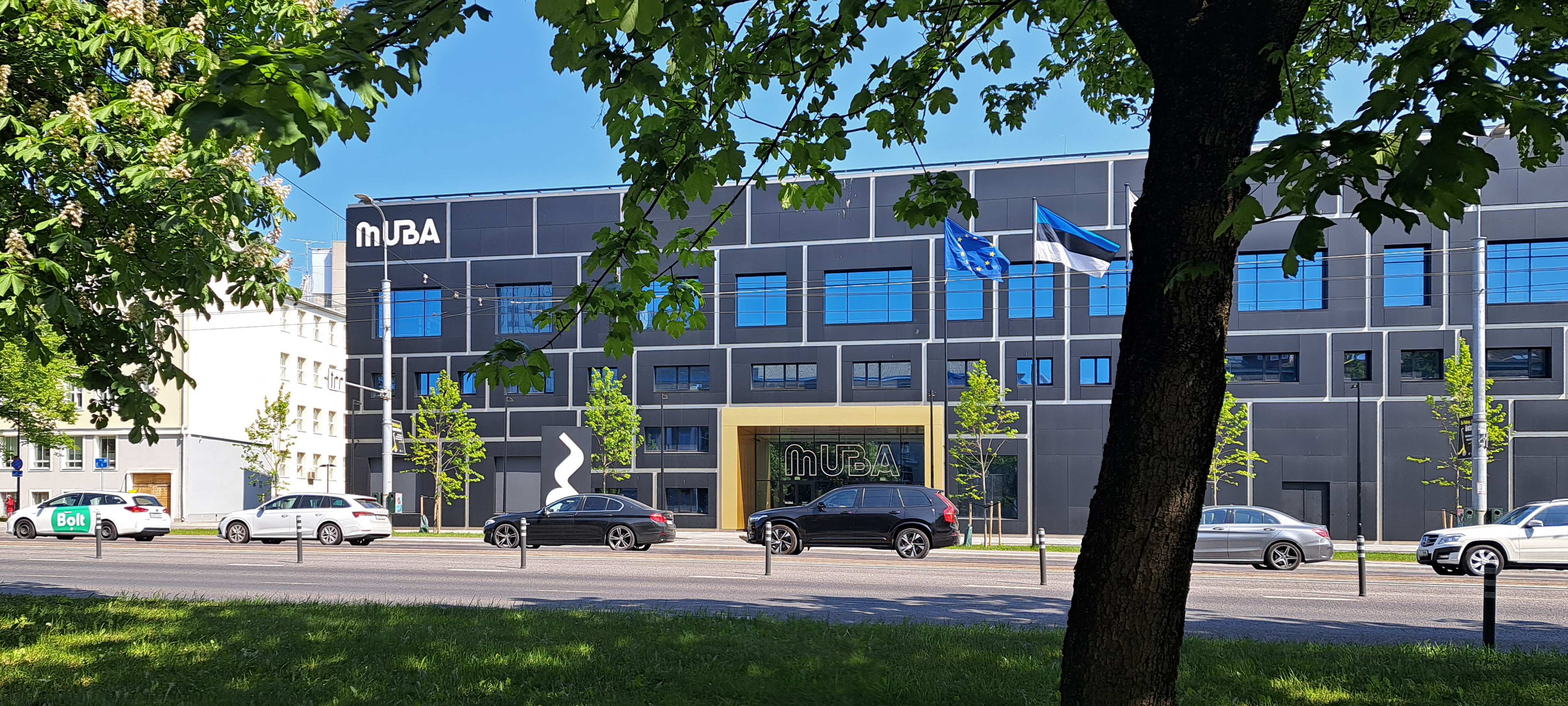
Будинок 59, Таллінська школа музики та балету
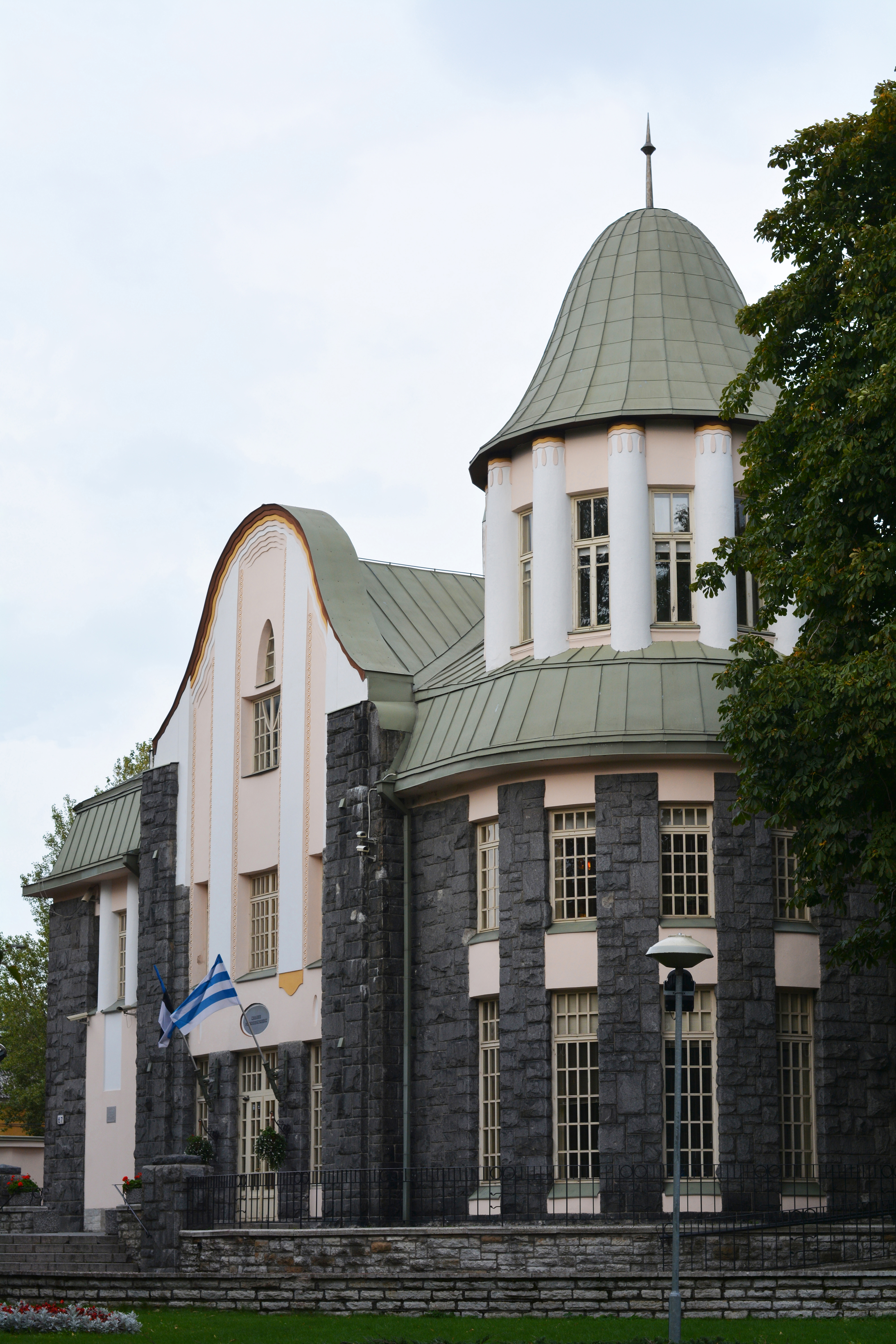
Будинок 67
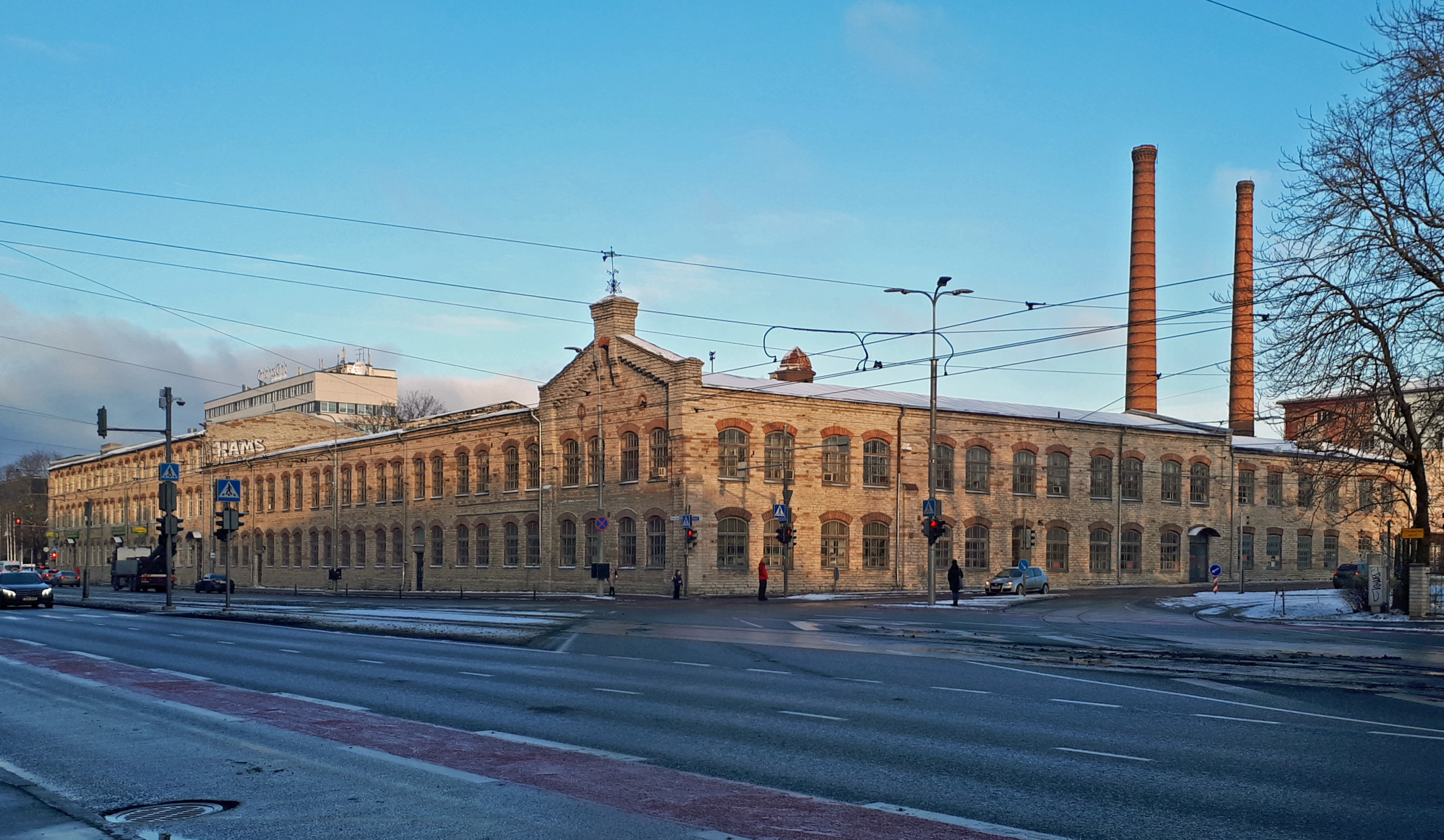
Будинок 69, фабрика Лютера
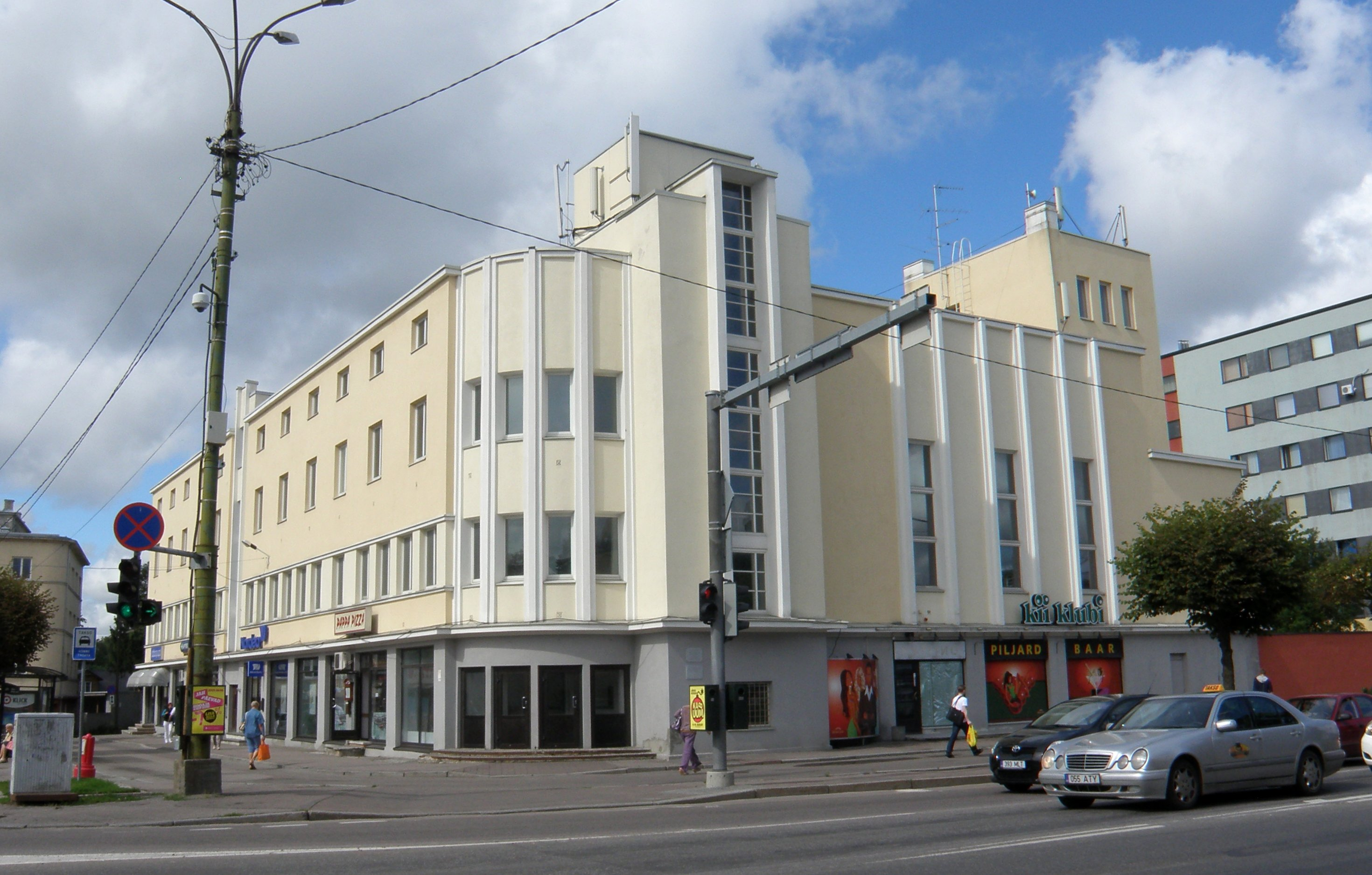
Будинок 326